# Micuo Macunaga
Micuo Macunaga (8. února 1939 – 2009) byl japonský zápasník–judista.

## Sportovní kariéra
Byl zaměstnancem Ósacké policie. V polovině šedesátých let patřil k nejlepším těžkým vahám v Japonsku. V roce 1966 vyhrál prestižní mistrovství Japonska bez rozdílu vah, na které navázal v roce 1967 titulem mistra světa. Sportovní kariéru ukončil v roce 1969.
Zemřel údajně v roce 2009.

## Výsledky

### Váhové kategorie
| Turnaj               | 1962       | 1963       | 1964       | 1965       | 1966       | 1967       | 1968       | 1969       |  |
| Turnaj               | 23         | 24         | 25         | 26         | 27         | 28         | 29         | 30         |  |
| Turnaj               | těžká váha | těžká váha | těžká váha | těžká váha | těžká váha | těžká váha | těžká váha | těžká váha |  |
| -------------------- | ---------- | ---------- | ---------- | ---------- | ---------- | ---------- | ---------- | ---------- |  |
| Olympijské hry       |            |            | —          |            |            |            |            |            |  |
| Mistrovství světa    |            |            |            | 2.         |            | —          |            | 3.         |  |
| Mistrovství Japonska |            |            |            |            | 1.         |            | ?          | ?          |  |

### Bez rozdílu vah
| Turnaj               | 1962 | 1963 | 1964 | 1965 | 1966 | 1967 | 1968 | 1969 |  |
| Turnaj               | 23   | 24   | 25   | 26   | 27   | 28   | 29   | 30   |  |
| -------------------- | ---- | ---- | ---- | ---- | ---- | ---- | ---- | ---- |  |
| Olympijské hry       |      |      | —    |      |      |      |      |      |  |
| Mistrovství světa    |      |      |      | —    |      | 1.   |      | —    |  |
| Mistrovství Japonska | 3.   | ?    | ?    | ?    | 1.   | ?    | 3.   | ?    |  |